# Arizona Zervas
Arizona Zervas (Hagerstown, Maryland; 19 de abril de 1995) es un rapero, compositor y productor estadounidense. Comenzó a publicar su música de forma independiente desde 2016 a través de Spotify y posteriormente en TikTok. Adquirió reconocimiento mundial gracias a su tema «Roxanne», que se viralizó y le consiguió un contrato discográfico con el sello de Columbia Records. Desde entonces, la canción alcanzó la primera posición en Nueva Zelanda e ingresó a los cinco primeros en Australia, Canadá, los Estados Unidos y el Reino Unido.

## Biografía
Arizona Zervas nació el 19 de abril de 1995 en la ciudad de Hagerstown en el estado de Maryland, Estados Unidos. En 2016, con 21 años, publicó su primera canción de forma independiente en Spotify mientras aún estudiaba en la secundaria. Por tres años, estuvo lanzando su música a través de dicho servicio, llegando a publicar más de treinta canciones. En octubre de 2019, lanzó su tema «Roxanne», el cual se viralizó a través de TikTok y aumentó drásticamente su número de reproducciones en todos los servicios. En tan solo un mes, la canción lideró el listado diario de las canciones más escuchadas de Spotify en los Estados Unidos, siendo la primera canción de algún artista independiente en lograrlo. Tras ello, numerosos sellos discográficos le ofrecieron contratos al artista, quien finalmente firmó con Columbia Records. «Roxanne» fue su primera canción en ingresar a los listados oficiales de éxitos semanales en varios países, entre estos Nueva Zelanda, donde alcanzó la primera posición. Asimismo, ingresó a los cinco primeros en Australia, Canadá, los Estados Unidos y el Reino Unido.

## Sencillos
| Año  | Sencillo  | Posiciones | Posiciones | Posiciones | Posiciones | Posiciones | Posiciones | Posiciones | Posiciones | Posiciones | Certificaciones             | Álbum |
| Año  | Sencillo  | ALE        | AUS        | AUT        | CAN        | EUA        | IRL        | NZ         | RU         | SUI        | Certificaciones             | Álbum |
| ---- | --------- | ---------- | ---------- | ---------- | ---------- | ---------- | ---------- | ---------- | ---------- | ---------- | --------------------------- | ----- |
| 2019 | «Roxanne» | 27         | 2          | 18         | 3          | 4          | 4          | 1          | 4          | 14         | - ARIA: Oro - RMNZ: Platino |       |